# Aloposaurus
Aloposaurus è un genere estinto di terapsidi, appartenente ai gorgonopsi. Visse nel Permiano superiore (circa 258 - 254 milioni di anni fa) e i suoi resti fossili sono stati ritrovati in Sudafrica.

## Descrizione
Questo animale era di piccole dimensioni, e la specie tipo, Aloposaurus gracilis, è nota solo per un cranio di un esemplare giovane di circa 12 centimetri di lunghezza; ciò suggerisce che l'animale possa essere stato lungo circa 60 - 70 centimetri, anche se gli adulti erano di dimensioni probabilmente maggiori. Aloposaurus era caratterizzato da un cranio relativamente allungato, con cinque denti simili a incisivi appuntiti nella premascella, un grande canino e sei piccoli denti postcanini. L'esemplare, un giovane, era però dotato di un doppio canino di sostituzione. Aloposaurus era caratterizzato da fosse temporali piuttosto grandi.

## Classificazione
La specie Aloposaurus gracilis venne descritta per la prima volta nel 1910 da Robert Broom, sulla base di un cranio di un esemplare giovane rinvenuto  nella "zona a Endothiodon" in Sudafrica. Un'altra specie, inizialmente descritta come Aloposauroides tenuis (ora Aloposaurus tenuis) e proveniente dalla "zona a Cistecephalus", era dotata di un cranio allungato e piuttosto sottile, dal margine superiore concavo e dalla cresta sagittale sviluppata. 
Aloposaurus era un rappresentante piuttosto arcaico dei gorgonopsi, un gruppo di terapsidi carnivori tipici del Permiano superiore (Gebauer, 2007).